# Гойя (премия, 2008)
XXII церемония вручения премии «Гойя» состоялась 3 февраля 2008 года в Мадриде (Испания). Ведущий — Хосе Корбачо. Лучший фильм — «Одиночество».

## Номинации

### Главные премии
| Лучший фильм | Лучший режиссёр |
| --- | --- |
| - Одиночество / La soledad - 13 роз / Las 13 rosas - Приют / El orfanato - Семь бильярдных столов / Siete mesas de billar francés | - Хайме Росалес — Одиночество / La soledad - Исиар Больяин — Матахарис / Mataharis - Эмилио Мартинес-Ласаро — 13 роз / Las 13 rosas - Грасия Керехета — Семь бильярдных столов / Siete mesas de billar francés                                                                                         |
| Лучший актёр | Лучшая актриса |
| - Альберто Сан Хуан — Под звёздами / Bajo las estrellas - Альфредо Ланда — Воскресный свет / Luz de domingo - Альваро де Луна — Поле звёзд / El prado de las estrellas - Тристан Ульоа — Матахарис / Mataharis                                                                                | - Марибель Верду — Семь бильярдных столов / Siete mesas de billar francés - Бланка Портильо — Семь бильярдных столов / Siete mesas de billar francés - Белен Руэда — Приют / El orfanato - Эмма Суарес — Под звёздами / Bajo las estrellas                                                             |
| Лучший актёр второго плана | Лучшая актриса второго плана |
| - Хосе Мануэль Сервино — 13 роз / Las 13 rosas - Рауль Аревало — Семь бильярдных столов / Siete mesas de billar francés - Эмилио Гутьеррес Каба — Вышка Сусо / La torre de Suso - Карлос Ларраньяга — Воскресный свет / Luz de domingo - Хулиан Вильягран — Под звёздами / Bajo las estrellas | - Ампаро Баро — Семь бильярдных столов / Siete mesas de billar francés - Джеральдин Чаплин — Приют / El orfanato - Нурия Гонсалес — Матахарис / Mataharis - Мария Васкес — Матахарис / Mataharis |
| Лучший оригинальный сценарий | Лучший адаптированный сценарий |
| - Феликс Вискаррет — Под звёздами / Bajo las estrellas - Вентура Понс — Барселона (карта) / Barcelona (un mapa) - Иманол Урибе — Тайный меридиан / La carta esférica - Тристан Ульоа — Стыдливость / Pudor - Лаура Сантульо — Зона / La zona                                                  | - Серхио Санчес — Приют / El orfanato - Игнасио Мартинес де Писон — 13 роз / Las 13 rosas - Исиар Больяин и Татьяна Родригес — Матахарис / Mataharis - Гонсало Суарес — Экспресс на Овьедо / Oviedo Express - Грасия Керехета и Давид Планель — Семь бильярдных столов / Siete mesas de billar francés |
| Лучший мужской актёрский дебют | Лучший женский актёрский дебют |
| - Хосе Луис Торрихо — Одиночество / La soledad - Оскар Абад — Поле звёзд / El prado de las estrellas - Гонсало де Кастро — Вышка Сусо / La torre de Suso - Рохер Принсеп — Приют / El orfanato                                                                                                | - Мануэла Веласко — Репортаж / [Rec] - Гала Эвора — Лола: фильм / Lola, la película - Барбара Гоэнага — Экспресс на Овьедо / Oviedo Express - Надя де Сантьяго — 13 роз / Las 13 rosas |
| Лучший иностранный фильм на испанском языке | Лучший мультипликационный фильм |
| - XXY / XXY • Аргентина - Глупый возраст / La edad de la peseta • Куба - Чёрная бабочка / Mariposa negra • Перу - Отец родной / Padre Nuestro • Чили | - Под покровом ночи / Nocturna - Азур и Азмар / Azur et Asmar - Betizu Eta Urrezko Zintzarria - En Busca de la Piedra Mágica |
| Лучший режиссёрский дебют | |
| - Хуан Антонио Байона — Приют / El orfanato - Феликс Вискаррет — Под звёздами / Bajo las estrellas - Том Фернандес — Вышка Сусо / La torre de Suso - Давид Ульоа и Тристан Ульоа — Стыдливость / Pudor                                                                                        | |

### Другие номинанты
| Лучшая операторская работа | Лучший монтаж |
| --- | --- |
| - 13 роз — Хосе Луис Алькайне / Las 13 rosas - Под звёздами — Альваро Гутьеррес / Bajo las estrellas - Семь бильярдных столов — Анхель Игуасель / Siete mesas de billar francés - Экспресс на Овьедо — Карлос Суарес / Oviedo Express                                                                                              | - Репортаж — Давид Гальярт / [Rec] - 13 роз — Фернандо Пардо / Las 13 rosas - Приют — Элена Руис / El orfanato - Семь бильярдных столов — Начо Руис Капильяс / Siete mesas de billar francés |
| Лучшая работа художника | Лучший продюсер |
| - Приют — Хосеп Росель / El orfanato - Экспресс на Овьедо — Вольфганг Буман / Oviedo Express - 13 роз — Эдой Идальго / Las 13 rosas - Воскресный свет — Хиль Паррондо / Luz de domingo | - Приют — Сандра Эрмида / El orfanato - Воскресный свет — Хуан Кармона и Сальвадор Гомес / Luz de domingo - 13 роз — Мартин Кабаньяс / Las 13 rosas - Экспресс на Овьедо — Тереса Сепеда / Oviedo Express |
| Лучший звук | Лучшие спецэффекты |
| - Приют — Ксавьер Мас, Марк Ортс и Ориоль Тарраго / El orfanato - 13 роз — Карлос Бонмати, Альфонсо Пино и Карлос Фарудо / Las 13 rosas - Всегда твоя — Лисиа Маркос де Оливейра и Бернат Арагоньес / Tuya siempre - Семь бильярдных столов — Иван Мартин, Хосе Антонио Бермудес и Леопольдо Аледо / Siete mesas de billar francés | - Приют — Давид Марти, Монтсе Рибе, Пау Коста, Энрик Масип, Льюис Кастель и Хорди Сан Агустин / El orfanato - Сердце земли — Реес Абадес и Алекс Ортоль / El corazón de la tierra - Репортаж — Давид Амбид, Энрик Масип и Алекс Вильяграса / [Rec] - 13 роз — Пау Коста, Рауль Раманильос и Карлос Лосано / Las 13 rosas                |
| Лучшие костюмы | Лучший грим |
| - 13 роз — Лена Моссум / Las 13 rosas - Лола: фильм — Соня Гранде / Lola, la película - Воскресный свет — Лурдес де Ордунья / Luz de domingo - Приют — Мария Рейес / El orfanato | - Приют — Лола Лопес и Ициар Арриета / El orfanato - Экспресс на Овьедо — Лурдес Брионес и Фермин Галан / Oviedo Express - 13 роз — Марило Осуна, Альмудена Фонсека и Хосе Хуэс / Las 13 rosas - Сердце земли — Хосе Кетглас и Бланка Санчес / El corazón de la tierra                                                                  |
| Лучшую музыку | Лучшая песню |
| - 13 роз — Роке Баньос / Las 13 rosas - Экспресс на Овьедо — Карлес Касес / Oviedo Express - Под звёздами — Микель Салас / Bajo las estrellas - Приют — Фернандо Веласкес / El orfanato | - «Fado da saudade» — Фернандо Пинто ди Амарал и Карлос ду Кармо — Фадо / Fados - «Circus Honey Blues» — Виктор Рейес и Родриго Кортес — Конкурсант / Concursante - «La vida secreta de las pequeñas cosas» — Давид Броса и Хорхе Дрекслер — Кандида / Cándida - «Pequeño paria» — Даниэль Мелинго — Грязный мальчик / El niño de barro |
| Лучший короткометражный фильм | Лучший короткометражный мультипликационный фильм |
| - Сальвадор (история каждодневного чуда) / Salvador (Historia de un milagro cotidiano) - Наш хлеб / El pan nuestro - Падам… / Padam… - Paseo / Paseo - Китайская пословица / Proverbio chino | - Тадео Джонс и подвал судьбы / Tadeo Jones y el sótano maldito - Перпетуум мобиле / Perpetuum Mobile - Atención Al Cliente - El Bufón y La Infanta - La Flor Más Grande del Mundo |
| Лучший документальный фильм | Лучший короткометражный документальный фильм |
| - Невидимки / Invisibles - Фадо / Fados - Лусио / Lucio - Продюсер / El productor | - Счастливый человек / El hombre feliz - Карабанчель, квартал кино / Carabanchel, un barrio de cine - Безвестный Харон / El anónimo caronte - Валькирии / Valkirias |

## Премия «Гойя» за заслуги
- Альфредо Ланда